# دوروثيوس غزة
دوروثيوس غزة (دوروثيوس تيس غازيس; 505 – 565 أو 620) أو أبا دوروثيوس، كان راهبًا مسيحي ورئيس الدير. ومن المعتاد أنه يعلن في مقدمة تعاليمه أنه يقدم تعليمه "بعد وفاة الأنبا يوحنا النبي والصمت التام الأنبا برسنوفيوس". ويبدو أنه طوال أيام آبائه الروحيين القديسين كان يعتقد أنه ينبغي أن يعيش في الطاعة ويصمت ولا يعطي تعليمه الخاص. ولم يقرر أن يسجل تجاربه النسكية إلا بعد وفاة أحدهما وقرار الآخر عدم الكلام، وذلك لتنوير الرهبان في الدير الجديد. يقدم تعليمه باحثًا عن هدف واحد، وهو تنوير المخاطبين به. إنه غير مهتم بأناقة التعبير أو الأسلوب. وهكذا فإن كلماته غير مفتعلة وواضحة وبسيطة. إن دراسة متأنية لتعاليم الأنبا دوروثاوس تظهر بنية منطقية صارمة بطريقة واضحة وتحليلية. لا يتم تناول الأمور بطريقة نظرية، بل على أساس الواقع اليومي وعلى تجربته الرهبانية. يربط تعليمه في المقام الأول بالكتاب المقدس وغالبًا ما يقدم الموضوعات من خلال البدء من اقتباس أو فقرة كتابية، خاصة من العهد القديم. علاوة على ذلك، فهو يستخدم اقتباسات من الكتاب المقدس من العهدين القديم والجديد طوال تطور فكره. في تعليمه العملي، لا يتجاهل الأنبا دوروثاوس لاهوت الكنيسة. في فكره يجتمع اللاهوت والحياة النسكية العملية. من المؤكد أنه ليس مهتمًا بإعطاء بعض التعاليم العقائدية. ومع ذلك، فإن تعليمه العملي مشبع بإيمان الكنيسة.

## تراث
أبا دوروثيوس (القديس دوروثيوس الناسك كيميت) معترف به باعتباره قديسًا من قبل الكنيسة الأرثوذكسية الشرقية والكنيسة الرومانية الكاثوليكية والكنيسة الأرثوذكسية الشرقية مع عيده في 5 يونيو في الكنيسة الرومانية الكاثوليكية،

## بعض تعليمات الأنبا دوروثاوس
- عناية الله.

لا تتمنى أن يتم كل شيء وفقًا لتصميمك، بل تمنى أن يكون الأمر كما ينبغي، وبهذه الطريقة ستصل إلى السلام مع الجميع. ونعتقد أن كل ما يحدث لنا، حتى أصغرها، يحدث من خلال مصايد الله. عندها ستتمكن من احتمال كل ما يأتي عليك دون أي انفعال.
- الرغبة في الخير.

11. كل من يرغب في الخلاص يجب ألا يتجنب الشر فقط، بيجب عليه أن يفعل الخير، كما جاء في المزمور: "حد عن الشر وافعل الخير" (مز 34: 14). على سبيل المثال، إذا كان شخص ما غاضبًا، فلا يجب عليه فقط أن يغضب، بل أن يصبح وديعًا أيضًا؛ إذا كان أحد متكبرًا، فلا يجب عليه أن يمتنع عن الكبرياء فحسب، بل يجب عليه أن يتواضع أيضًا. وهكذا فإن لكل هوى فضيلة مضادة: الكبرياء – التواضع، البخل – المحبة، الشهوة – العفة، جبن القلب – الصبر، الغضب – الوداعة، الكراهية – المحبة.
- يكافح مع أوجه القصور.

21. من يشبه الإنسان الذي يشبع أهوائه؟ فهو كمثل من أصيب بسهام عدوه، ثم أخذها بيديه، وطعن بها قلبه. من يقاوم الأهواء يشبه الإنسان الذي يُمطر بسهام عدوه، لكنه يبقى على حاله لأنه لابس الفولاذ. من استأصل أهوائه يشبه إنسانًا تحت سيل السهام إما يحطمها أو يردها إلى قلوب أعدائه، كما يقول المزمور: "تدخل سيفهم في قلبهم، وقسيهم" ينكسر" (مز 37: 15).
- حراسة الضمير.

23. عندما خلق الله الإنسان، زرع فيه شيئًا إلهيًا – تصورًا معينًا – شرارة بها نور ودفء. والتصور الذي ينير العقل ويدل على ما هو صواب وما هو خطأ يسمى الضمير. الضمير هو قانون طبيعي. لقد عاش الآباء والقديسون في زمن ما قبل أي قانون مكتوب، وقد أرضوا الله باتباعهم لصوت ضميرهم.
- الاعتدال، والوداعة.

24. ليس فقط أن نحافظ على الاعتدال في الطعام، بل يجب علينا أيضًا أن نمتنع عن كل خطيئة أخرى، حتى كما نصوم ببطننا، يجب أن نصوم بلساننا. وكذلك يجب أن نصوم أعيننا، أي لا ننظر إلى الأشياء المثيرة للقلق، ولا نترك لعيننا الحرية في التجول، ولا ننظر بلا خجل ودون خوف. وكذلك ينبغي إمساك الذراعين والرجلين عن فعل أي فعل منكر.
27. لا يمكن لأحد أن يغضب على جاره إلا إذا رفع نفسه عليه في البداية، ثم استخف به، ثم اعتبر نفسه أعلى من جاره.
- الأحزان وعناية الله.

24. عندما نعاني من شيء غير سار من أفضل صديق لنا، فإننا نعلم أنه لم يفعل ذلك عمداً وأنه يحبنا. وعلينا أن نفكر أيضًا في الله الذي خلقنا، وتجسد من أجلنا، ومات من أجلنا بعد أن تحمل معاناة هائلة. وعلينا أن نذكر أنفسنا أنه يفعل كل شيء من صلاحه ومن محبته لنا. قد نعتقد أنه على الرغم من أن صديقنا يحبنا، إلا أنه لا يمتلك ما يكفي من الحس السليم للقيام بكل شيء بشكل صحيح، وبالتالي فإنه يؤذينا بشكل لا إرادي. وهذا لا يمكن أن يقال عن الله لأنه هو الحكمة العليا. إنه يعرف ما هو جيد لنا، وبالتالي يوجه كل شيء لصالحنا، حتى في أصغر الأشياء. ويمكن القول أيضًا أنه على الرغم من أن صديقنا يحبنا وهو عاقل بما فيه الكفاية، إلا أنه لا يستطيع مساعدتنا. لكن هذا بالتأكيد لا يمكن أن يقال عن الله، لأن كل شيء مستطاع عنده ولا شيء صعب عليه. وبالتالي، نحن نعلم أن الله يحبنا ويظهر رأفتنا، وأنه حكيم وقدير إلى الأبد. كل ما يفعله، فهو يفعله لمصلحتنا، وعلينا أن نقبله بامتنان كما من أحد المحسنين، حتى لو بدا الأمر مؤلمًا.
- الحصول على السلام الروحي.

29. دعونا نتفحص لماذا ينزعج الإنسان أحيانًا عندما يسمع الإهانة، وأحيانًا أخرى يتحملها دون أن ينفعل. ما هو سبب هذا التناقض؟ وهل هناك سبب واحد أم أن هناك عدة أسباب؟ هناك عدة أسباب، على الرغم من أنها كلها تولد من سبب رئيسي. أحيانًا يحدث أن يجد الإنسان نفسه، بعد الصلاة أو القيام بتمرين خيري، في مزاج روحي طيب، فيكون مطيعًا لأخيه ولا ينزعج من كلامه. ويحدث أيضًا أن يكون الشخص منحازًا للآخر، ونتيجة لذلك يتحمل دون أي إزعاج كل ما يلحقه به الفرد. ويحدث أيضًا أن الشخص قد يحتقر الشخص الذي يريد أن يهينه، وبالتالي يتجاهله.
- التواضع والأفكار الدنيئة. التواضع.

31. اعلم أن الإنسان إذا ظلمه فكر ما ولم يعترف به (أبيه الروحي)، فإنه يعطي الفكر قوة أكبر لمعارضته وتعذيبه. فإذا اعترف الإنسان بالفكر الظالم، وعارضه وصارعه، وغرس في نفسه الرغبة في عكس الفكر، فإن العاطفة تضعف، وتتوقف في النهاية عن ابتلائه. وهكذا مع مرور الوقت، في التزامه وتلقي المعونة من الله، سينتصر ذلك الشخص على العاطفة نفسها.
- الحب تجاه جارك.

44. سمعت عن أحد الأشخاص أنه عندما جاء إلى أحد أصدقائه ووجد الغرفة في حالة من الفوضى وحتى القذرة، كان يقول في نفسه: "طوبى لهذا الإنسان، لأنه أرجأ اهتماماته إلى الاهتمامات الأرضية، وركز على عقله يتجه كثيرًا نحو السماء، لدرجة أنه لا يملك حتى تيلي أن أرتب غرفته." ولكن عندما يأتي إلى منزل صديق آخر ويجد غرفته مرتبة وأنيقة، يقول في نفسه: "روح هذا الشخص نظيفة مثل غرفته، وحالة الغرفة تتحدث روحه." ولم يحكم أبدًا على شخص آخر بأنه مهمل أو متكبر، ولكن من خلال شخصيته الطيبة، رأى الخير في الجميع وحصل على فوائد من الجميع. ليمنحنا الرب الصالح نفس التصرف، حتى ننال نحن أيضًا يستفيد من الجميع، وحتى لا نلاحظ أبدًا إخفاقات الآخرين.

## دوروثيوس ودوسيثيوس
دوسيثيوس كان تلميذًا لدوروثاوس ويعتبر هو نفسه قديسًا. القصة هي أنه عندما كان شابًا دوسيثيوس، يعيش حياة جامحة وفاسدة. ومع ذلك، أصبح فضوليًا بعد سماع العديد من القصص عن مدينة القدس وقام برحلة. هناك حوالي 520-525 م. في الجلجثة بدأت امرأة مجهولة تبين أنها مريم العذراء محادثة معه حول العذاب الأبدي في الجحيم، مما أدى إلى تحوله من الوثنية إلى المسيحية. أصبح راهبًا في غزة تحت إشراف دوروثاوس، الذي خاض صراعًا طويلًا ومستمرًا لتعليم دوسيتيوس الانضباط. تعرض دوروثيوس لانتقادات من قبل العديد من الدير بسبب تلميذه المتراخي.
ومع ذلك، فقد اشتهر دوسيتاوس بـ تواضعه وإنكاره لذاته وطرقه اللطيفة والداعمة مع المرضى. وعمل في المستوصف. ربما أصيب هنا بمرض السل أو حالة مشابهة.
توفي حوالي عام 530 بعد الميلاد، بعد خمس سنوات من أن يصبح راهبًا. وبينما كان يحتضر، توسل "دوسيثيوس" إلى دوروثيوس أن "يصلي من أجل التحرر المبكر من معاناته". فأجاب دوروثاوس: "اصبر قليلاً، فإن رحمة الله قريبة". وبعد قليل قال له: "اذهب بسلام وظهر بفرح أمام الثالوث المبارك وصلى لأجلنا".
بعد وفاته، أعلن دوروثيوس أن «دوسيثيوس قد تجاوز الباقي (من تلاميذه) في الفضيلة دون ممارسة أي تقشف غير عادي». كان دوسيثيوس قديسًا، وهو القديس الشفيع من أمراض الجهاز التنفسي ويوم العيد هو 23 فبراير.

## أنظر أيضاً
- دير سيريدوس
- سريدوس غزة

## روابط خارجية
- الأب باسكال دومينيك ناو، النضج النفسي والنضج الروحي: قراءة لدوروثيوس غزة .archive.org/web/20191102072055/http://fr.calameo.com/read/001580612a41ac9db4b16 نسخة محفوظة 2019-11-02 على موقع واي باك مشين. (روما: Lulu.com، 2012)
- الفصل الثالث عشر من كتاب "رهبان غزة – تاريخ الروحانية الرهبانية" بقلم لوك بريسار، من دير سيتو
- دوروثي دي غزة، "تعليمات"، عرض وترجمة للأب باسكال دومينيك ناو (روما، 2014)
- Dorothei episcopi Tyri qui sub Constantino magno vixit، De vita ac morte Prophetarum et Apostolorum، Synopsis Parisiis 1560
- أبا دوروثيوس على موقع الكنيسة الأرثوذكسية الروسية، باللغة الإنجليزية
- الأبا دوروثيوس الفلسطيني الجليل على الموقع الإلكتروني للكنيسة الأرثوذكسية في أمريكا، في إنجليزي